# Јаков Серски
Јаков Серски, први игуман манастира Светих Арханђела, митрополит Сера и српски књижевник.

## Биографија
Није познат тачан датум његовог рођења, али се зна да је преминуо између 1360. и 1365. године. За њега Острогорски (1965) каже: То је чувени Јаков, истакнута фигура српске црквене и културне историје тога времена, Душанов лични пријатељ, први игуман његове задужбине манастира Светих Арханђела код Призрена. Његов лик је познат из једне минијатуре у Четворојеванђељу на пергаменту бугарског цара Јована Александра из 1354. године, данас у Британском музеју у Лондону. Учествовао је на државном сабору на коме су проглашени српска патријаршија и царство 1346. године. На судској пресуди Среске митрополије из октобра 1348. године, стоји испод грчког текста, његов српски потпис. Претпоставља се да је изабран за серског митрополита одмах по Душановом освајању Сера 1345. године. Такође је учествовао на саборима 1349. и 1353. године, на којима су донети први и други део Душановог законика. Цар Душан, па цар Урош му 1353. године повељом дарују цркву Св. Николе под Кожљем.

### Књижевни рад
Ђорђе Радојчић (1962) га назива књигољубац и песник српски 14. века. По његовом налогу 1354. године неки расодер Калист написао је Четворојеванђеље на пергаменту, а за Богородичин манастир на Синају Јаков Серски дао је 1359. године да се препишу Посни триод и Цветни триод, уз које је додао Синајске стихове — четири мајсторски изграђена и симетрично версификована стиха, са две риме и једним парадоксом, једино што је остало сачувано од његовог оригиналног књижевног рада.